# Tylecodon papillaris
Tylecodon papillaris là một loài thực vật có hoa trong họ Crassulaceae. Loài này được (L.) G.D.Rowley miêu tả khoa học đầu tiên.